# Železniční trať Varaždín–Dalj

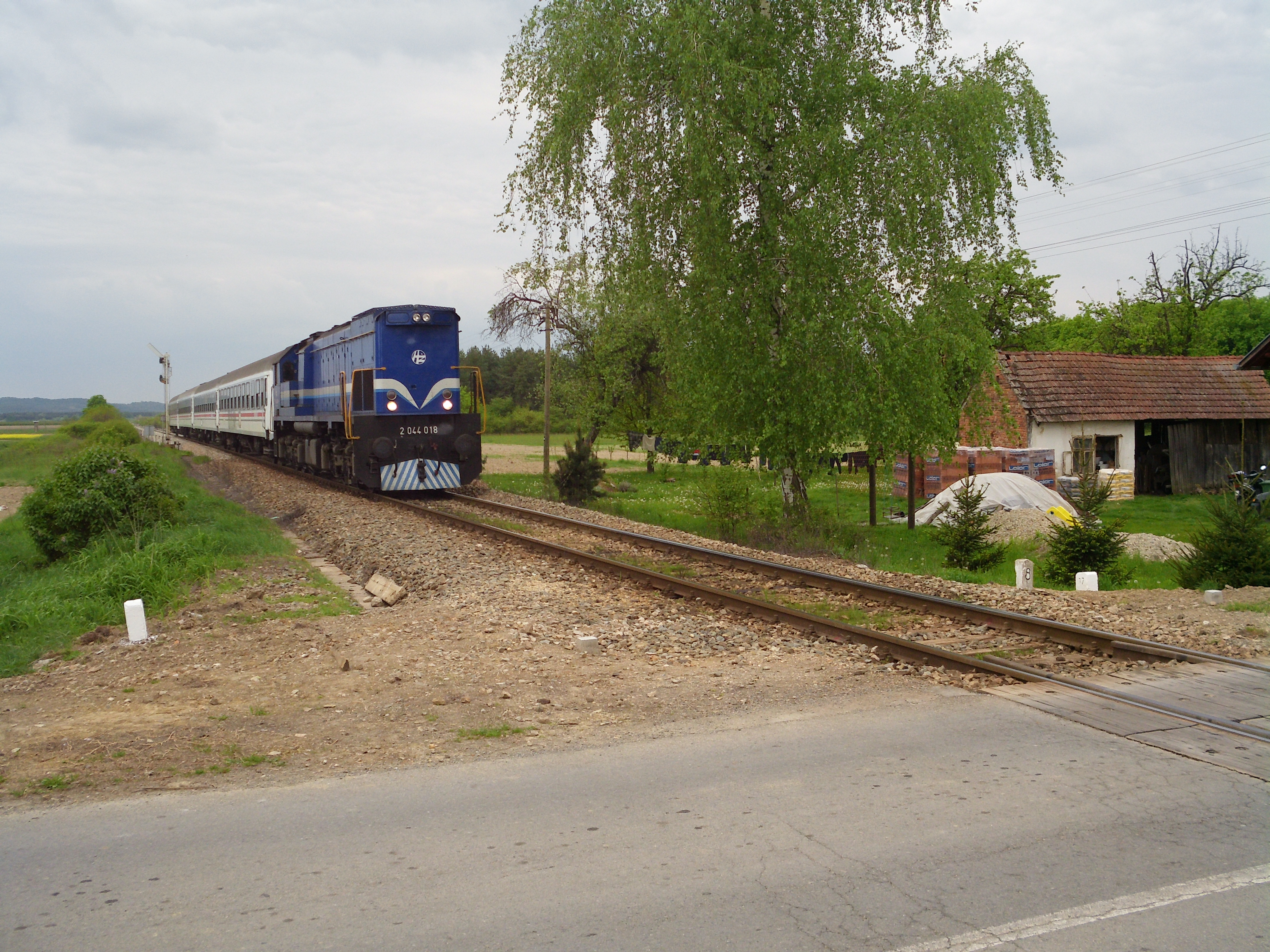
Vlak v blízkosti stanice Pčelić

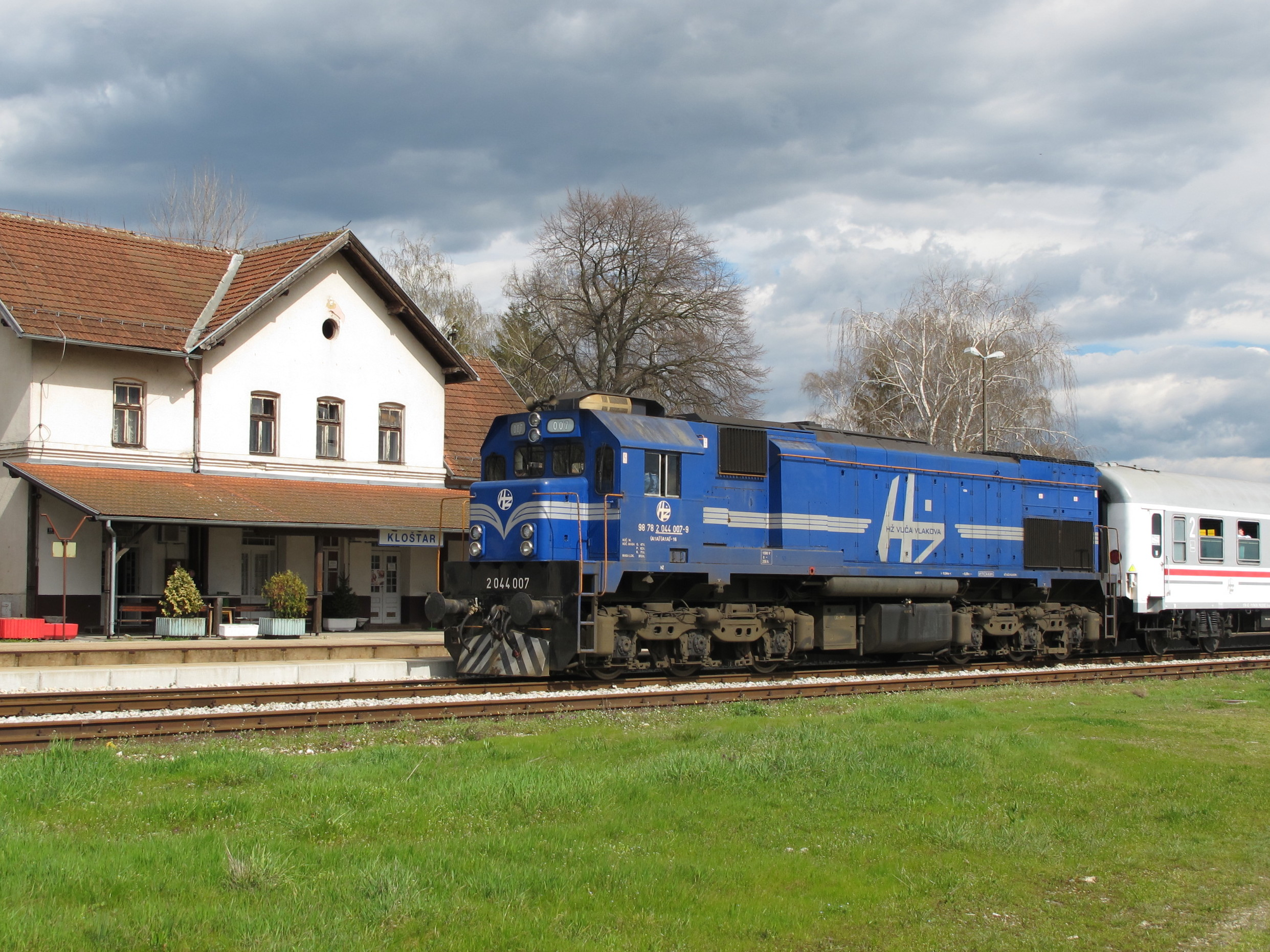
Vlak ve stanici Kloštar

Železniční trať Varaždin–Dalj (chorvatsky Željeznička pruga Varaždin–Dalj), v chorv. železniční síti evidovaná pod č. 30, resp. R202 se nachází v severní části Chorvatska, v regionu Slavonie. Jednokolejná neelektrifikovaná trať má celkovou délku 250 km. Trať vede oblastí tzv. Podráví a zajišťuje dopravní obslužnost nejen pro osobní, ale i nákladní dopravu, např. pro osijecký přístav.

## Historie
Jednotlivé úseky tratě byly otevírány v následujících letech:
- Osijek – Dalj, 1870
- Virovitica – Slatina, 1885
- Slatina – Osijek, 1895
- Koprivnica – Virovitica, 1912
- Varaždín – Koprivnica (42 km)[2], 1937

Trať byla budována směrem z území dnešního Maďarska na území Slavonie přes území dnešní Vojvodiny v Srbsku. Když byla v roce 1870 otevřena, byla první tratí na území uvedené východochorvatské země. Pro překonání řeky Dunaj dále na východ až k městu Bogojevo byl zajištěn přívoz, vlaky nepřejížděly řeku po mostě. 
Poslední z uvedených úseků byl vybudován až v dobách existence samostatné Jugoslávie, a to jako spojnice, která umožnila lepší napojení chorvatského Záhoří. Cestovní rychlost se pohybovala většinou okolo 90 km/h, s výjimkami některých úseků, kde byla nižší. Generální oprava trati byla v různých úsecích provedena v letech 1962 až 1981. Význam trati vzrostl poté, co byla pro nákladní dopravu uzavřena trať Banova Jaruga–Pčelić (vedoucí přes pohoří Papuk). 
Elektrizace některých částí trati měla být zahájena v roce 2017. V současné době je trať klasifikována jako regionální.